# Neumarkt in der Oberpfalz
Neumarkt in der Oberpfalz là một đô thị ở Neumarkt, bang Bayern thuộc nước Đức.